# Paper Moon (serie televisiva)
Paper Moon è una serie televisiva statunitense in 13 episodi trasmessi per la prima volta nel corso di una sola stagione nel 1974.
La serie, ambientata negli anni 1930 durante la depressione statunitense, è basata sul film Paper Moon - Luna di carta (Paper Moon) del 1973 diretto da Peter Bogdanovich (a sua volta tratto da un romanzo di Joe David Brown, Addie Pray). Nel cast è presente una giovanissima Jodie Foster nel ruolo della piccola undicenne Addie.

## Personaggi
- Moses Pray (13 episodi, 1974), interpretato da	Christopher Connelly.
- Addie Pray (13 episodi, 1974), interpretata da	Jodie Foster.

## Produzione
La serie fu prodotta da Paramount Television. Le musiche furono composte da Harold Arlen e Billy Rose (tema: It's Only a Paper Moon del 1933).

### Registi
Tra i registi della serie sono accreditati:
- James Frawley (5 episodi, 1974)
- Jerry Paris (2 episodi, 1974)
- Jack Shea (2 episodi, 1974)

## Distribuzione
La serie fu trasmessa negli Stati Uniti nel 1974 sulla rete televisiva ABC. In Italia è stata trasmessa su RaiUno con il titolo Paper Moon.
Alcune delle uscite internazionali sono state:
- negli Stati Uniti il 12 settembre 1974 (Paper Moon)
- in Belgio il 13 novembre 1974
- in Germania Ovest il 18 gennaio 1976 (Papermoon)
- nei Paesi Bassi il 25 giugno 1976
- in Austria (Papermoon)
- in Francia (La barbe à papa o Qu'est-ce qui fait courir papa?)
- in Italia e Svizzera (Paper Moon)

## Episodi
| Stagione       | Episodi | Prima TV USA |
| -------------- | ------- | ------------ |
| Prima stagione | 13      | 1974         |